# Hystrichophora asphodelana
Hystrichophora asphodelana är en fjärilsart som beskrevs av William Dunham Kearfott 1907. Hystrichophora asphodelana ingår i släktet Hystrichophora och familjen vecklare. Inga underarter finns listade i Catalogue of Life.